# Avventurieri/Voodoo
Avventurieri/Voodoo è il quarto singolo della cantante italiana Jo Squillo, pubblicato nel 1983.

## I brani

### Avventurieri
Composto nella parte musicale da Stefano Bonaretti e Alberto Carlo Riva e nella parte letteraria da Gianni Muciaccia e Stefano Bonaretti, con questo brano Jo Squillo si allontana dal sound punk rock delle sue precedenti canzoni per abbracciare sonorità tipicamente new wave, tipiche di quel periodo.
Con Avventurieri Jo Squillo ha partecipato al Festivalbar 1983, prima edizione della manifestazione a cui la cantante ha preso parte nel corso degli anni. Per il brano è stato realizzato un video musicale ambientato sul vulcano Etna in eruzione.

## Tracce
Lato A
1. Avventurieri

Lato B
1. Voodoo

## Classifiche
| Classifica (1983) | Posizione massima |
| ----------------- | ----------------- |
| Italia            | 49                |